# Schenkenberg (Naturschutzgebiet)
Das Naturschutzgebiet Schenkenberg liegt im Landkreis Saalfeld-Rudolstadt in Thüringen. Es erstreckt sich nordöstlich der Kernstadt Bad Blankenburg und nördlich unweit der Schwarza. Südlich des Gebietes verläuft die B 88, östlich verläuft die B 85 und fließt die Saale.

## Bedeutung
Das 51,2 ha große Gebiet mit der NSG-Nr. 274 wurde im Jahr 1996 unter Naturschutz gestellt. 